# Dietmar Haaf
Dietmar Haaf (República Federal Alemana, 6 de marzo de 1967) es un atleta alemán retirado especializado en la prueba de salto de longitud, en la que ha conseguido ser campeón europeo en 1990.

## Carrera deportiva
En el Campeonato Europeo de Atletismo de 1990 ganó la medalla de oro en el salto de longitud, llegando hasta los 8.21 metros, superando al español Ángel Hernández (plata con 8.15 m) y al yugoslavo Borut Bilač (bronce con 8.09 m).